# Hoplitis holmboei
Hoplitis holmboei är en biart som först beskrevs av Mavromoustakis 1948.  Hoplitis holmboei ingår i släktet gnagbin, och familjen buksamlarbin. Inga underarter finns listade i Catalogue of Life.